# Pietro Comuzzo
Pietro Comuzzo (San Daniele del Friuli, 20 februari 2005) is een Italiaans voetballer die bij voorkeur als centrale verdediger  speelt. Hij speelt bij ACF Fiorentina.

## Clubcarrière
In maart 2023 tekende Comuzzo zijn eerste profcontract bij ACF Fiorentina. Op 8 oktober 2023 debuteerde hij in de Serie A tegen SSC Napoli. Op 26 oktober 2023 debuteerde hij ook Europees in de UEFA Europa Conference League tegen Čukarički. In september 2024 werd zijn contract verlengd tot medio 2028.

## Interlandcarrière
In november 2024 werd Comuzzo door bondscoach Luciano Spalletti voor het eerst opgeroepen voor Italië.